# Mandor
|  | Aquest article tracta sobre sobre un territori al País Valencià. Si cerqueu la ciutat del Rajasthan, vegeu «Mandore». |

Mandor és una zona situada al Camp de Túria, prop de l'Horta, entre els termes de l'Eliana, Riba-roja, Paterna i Sant Antoni de Benaixeve.
El nom es registra, si més no, des del s. XVI en un mapa de l'Arxiu del Regne de València (secció mapes). Gaspar Escolano l'esmenta com el lloc on es desenvolupà una batalla al s. I aC en les guerres sertorianes.
És, avui, un macrotopònim, és a dir, un nom que designa diversos elements situats en la mateixa zona. Almenys es coneix:
- camí de Mandor
- casa de Mandor
- molí de Mandor
- barranc de Mandor[1] i altres més.